# Tito Brandsma
Tito Brandsma, al secolo Anno Sjoerd, (Bolsward, 23 febbraio 1881 – Dachau, 26 luglio 1942) è stato un religioso e presbitero olandese, vittima del nazismo. È stato beatificato nel 1985 da papa Giovanni Paolo II ed è stato canonizzato da papa Francesco il 15 maggio 2022.

## Biografia
Tito Brandsma, al secolo Anno Sjoerd Brandsma, nacque il 23 febbraio 1881 in una grande fattoria di Ugokloster, presso Bolsward, nella Frisia, regione agricola al nord dell’Olanda. I genitori Tito e Gijsje Postma misero al mondo sei figli, di cui cinque si faranno religiosi. La figlia maggiore della famiglia Brandsma, Boukje, divenne clarissa; la secondogenita Plone prese i voti entrando presso le Suore del Preziosissimo Sangue; la terzogenita Gatsche si sposò; la quartogenita Siebrigje divenne francescana; il quintogenito, Anno Sjoerd, entrò nell'Ordine dei Frati Carmelitani; l’ultimo Enrico, come la sorella Siebrigje, prese i voti entrando nell'Ordine francescano. Anno Sjoerd ebbe in dote un'intelligenza vivace. L'unico problema che lo affliggeva era la salute, cagionevole e precaria. A 11 anni, assieme con il fratello Enrico, entra in un pensionato francescano a Meghen, nel Brabante.
A 17 anni entrò nell'Ordine dei Frati Carmelitani, nel convento di Boxmeer; per affetto e rispetto verso il padre, assunse il suo nome. Nel 1905 fu ordinato sacerdote.
L'anno successivo si recò a Roma per frequentare gli studi di filosofia presso la Pontificia Università Gregoriana, dove conseguì la laurea in filosofia nel 1909.
Tornato nei Paesi Bassi, si dedicò all'insegnamento filosofia e matematica nello studentato carmelitano di Oss.  Contemporaneamente ebbe modo di inserirsi nel mondo del giornalismo, collaborando con varie testate olandesi, avviando diverse raccolte di pubblicazioni, tra cui la traduzione, organizzata con gli studenti, delle opere di Santa Teresa d’Avila e della «Imitazione di Cristo» in lingua frisona. Nel 1919 divenne redattore-capo del giornale Città di Oss.  

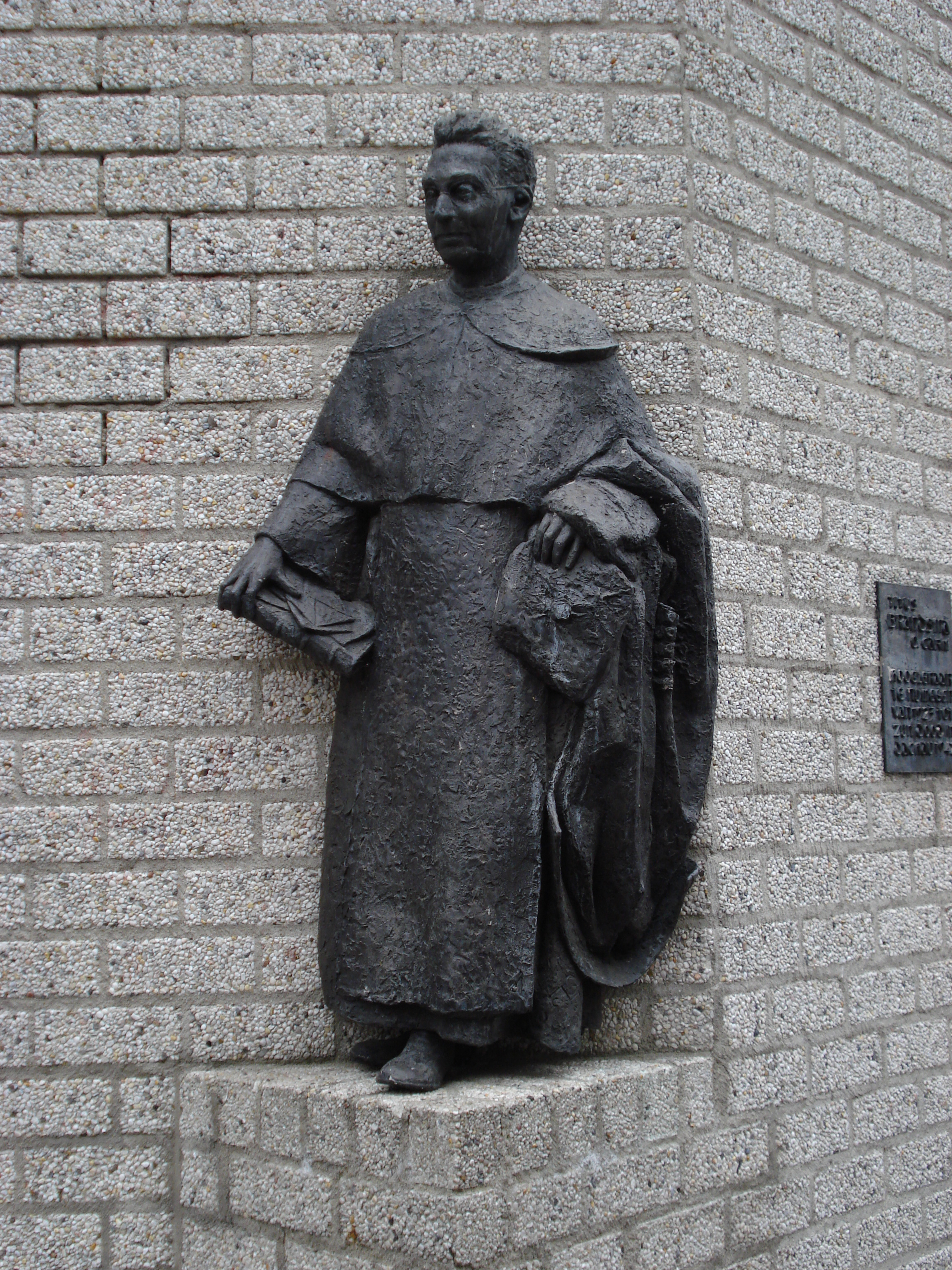
Statua di san Tito Brandsma nel campus universitario di Nimega

Nel 1923 venne nominato professore di storia della mistica e di filosofia nell’Università Cattolica di Nimega, di cui divenne Rettore magnifico nel 1932. Nel 1935 fu nominato dal futuro cardinale Johannes de Jong, metropolita d'Olanda, assistente ecclesiastico dell’associazione dei giornalisti cattolici, incarico che tenne fino alla sua morte. 
Nel 1940 i Paesi Bassi furono invasi e occupati dalla Germania nazista di Hitler, per cui, sia come insegnante all'Università che come Assistente dei giornalisti cattolici, ebbe modo varie volte di scontrarsi con l'ideologia nazista. Il 26 gennaio 1941 in una lettera pastorale i vescovi olandesi prendono una posizione netta contro il nazismo ed invitano i sacerdoti a rifiutare i sacramenti ai cattolici che sostengono apertamente il nazionalsocialismo poiché «completamente contrario alla concezione cristiana della vita e ai valori umani essenziali». Ai giornali e periodici arriva l’ordine di pubblicare solo avvisi e dichiarazioni ufficiali. Per padre Brandsma, consultato dal vescovo De Jong, la risposta ai tedeschi deve essere il rifiuto. Venne invitato a recapitare agli editori cattolici le direttive della gerarchia, eludendo la censura e la Gestapo.
Mons. De Jong gli dirà:
Padre Brandsma non volle lasciar perdere e contattò 14 direttori di giornali e visitò le redazioni dei giornali cattolici nei Paesi Bassi, incoraggiandole a resistere alle pressioni naziste. All’alba del 19 gennaio 1942 la polizia politica lo arresta nel convento di Boxmeer e venne detenuto nel carcere di Scheveningen. Era spiato da tempo, notte e giorno.
Janke, capo del reparto stampa degli occupanti, scrisse al superiore: 
I nazisti telegrafano trionfanti a Berlino: 
Nella cella 577 del carcere di Scheveningen, all'Aia, avvengono gli interrogatori . Il 21 gennaio 1942 padre Tito venne sottoposto a interrogatorio da parte del funzionario della polizia, il signor Hardegen. Dalla cella 577 del carcere di Scheveningen, il 12 febbraio 1942 padre Tito scrisse una lettera ai suoi superiori, ai confratelli, ai familiari e agli amici. Egli dichiarava che in prigione si sentiva come a casa sua. Non vi era la chiesa, non poteva celebrare la messa, non poteva ricevere la comunione, il mondo era lontano, ma Dio gli era vicino, perciò si sentiva molto tranquillo e contento. Brandsma annotò in un suo diario la vita nel carcere. L'angusto spazio della cella, i maltrattamenti e le violenze a cui andò incontro, tuttavia, non furono per lui motivo di tristezza o lamentela. Visse tutto nella sequela a Cristo e nella fedeltà al Vangelo.
Il 12 marzo 1942 venne trasferito ad Amersfoort ai lavori forzati. Durante la reclusione nel campo di concentramento ricevette percosse, umiliazioni, perquisizioni, maltrattamenti, sevizie. Di nascosto consolava i compagni, confessava i malati e i moribondi. All’ultimo interrogatorio risponde: «Se potessi, rifarei tutto ciò che ho fatto». Dopo vari trasferimenti in diverse prigioni, venne condotto al campo di concentramento di Dachau dove restò poco più di un mese, dal 19 giugno al 26 luglio 1942. Per le condizioni disumane in cui era ridotto e i lavori forzati, il 18 luglio venne internato nell’ospedale del campo.
Morì il 26 luglio 1942 all'età di 61 anni nel campo di concentramento di Dachau dopo che un'infermiera, sotto ordine delle SS, gli iniettò una fiala di acido fenico.
Padre Brandsma era un esperantista e membro attivo dell'Internacia Katolika Unuiĝo Esperantista. Il suo nome e il suo indirizzo compaiono in alcuni annuari IKUE, come, ad esempio, in quelli del 1926, 1928, 1931 e 1932.

## Il culto
Nel 1952 venne introdotto il processo di beatificazione e canonizzazione di padre Tito: fu il primo processo canonico su un presunto martire del nazionalsocialismo. 
Secondo la Chiesa cattolica, i candidati alla santità possono essere: i martiri, coloro che hanno accolto cristianamente l’uccisione in odio alla fede; i confessori, cioè coloro che sono stati testimoni della fede, ma senza il sacrificio supremo della vita; ed infine coloro che hanno offerto la propria vita, senza uccisione in odio alla fede e senza il prolungato esercizio di virtù eroiche ma hanno volontariamente e liberamente offerto la loro vita per gli altri. Se il candidato viene dichiarato martire, diventa subito beato, altrimenti è necessario che venga riconosciuto un miracolo, dovuto alla sua intercessione. 
Essendo padre Brandsma un martire della fede, la Congregazione delle cause dei santi non ha preso in esame alcun miracolo. La prima fase dell'iter di canonizzazione con cui si sancisce la beatificazione è stata suggellata con il riconoscimento del martirio di padre Tito.
È stato dichiarato beato il 3 novembre 1985 da papa Giovanni Paolo II durante una solenne celebrazione presieduta dallo stesso pontefice nella basilica di San Pietro.

### Il miracolo per la canonizzazione
Per la canonizzazione di padre Brandsma, la postulazione della causa di canonizzazione presentò alla valutazione della Congregazione delle cause dei santi l’asserito evento miracoloso, attribuito alla sua intercessione, che riguarda la guarigione di un presbitero Carmelitano da ''melanoma metastatico ai linfonodi''. L’evento accadde nel 2004 a Palm Beach. Il religioso, il 9 marzo 2004, si accorse che sulla sua superficie cranica vi erano delle neoformazioni rosse e sanguinanti. In un secondo momento comparvero 10 lesioni recidivanti, rosse, spesse e ruvide il cui esame bioptico evidenziò un ''melanoma maligno nodulare, di livello anatomico almeno IV''. Alcuni esami clinici e strumentali rivelarono la presenza di nodosità a carico della parotide, in sede temporale, nonché la presenza di noduli multipli nella parotide e nel collo. Il 30 luglio 2004 fu sottoposto ad un intervento chirurgico e il 4 agosto venne dimesso in condizioni buone.
Ad invocare l'aiuto di padre Tito Brandsma fu proprio lo stesso religioso, all’epoca parroco in Boca Raton. Egli era molto devoto del confratello martire da quando, studente presso il seminario carmelitano, aveva sentito parlare di lui da un professore olandese che viveva nella stessa comunità del beato Tito quando questi fu arrestato dalla Gestapo. Quando, dopo aver appreso tra la fine di giugno e l’inizio di luglio 2004 la diagnosi con prognosi nefasta, si rivolse spontaneamente a padre Tito, invitando i confratelli carmelitani ad unirsi alle sue suppliche. Furono coinvolti nella preghiera anche i familiari, i parrocchiani, i conoscenti e i sacerdoti della diocesi di Palm Beach. Il padre Carmelitano pose sulle sue parti malate una reliquia del beato Brandsma donata da un suo confratello. Le suppliche di guarigione furono personali e comunitarie, anche con momenti di preghiera organizzati che coinvolsero tutta la diocesi di Palm Beach e che continuarono prima, durante e dopo l’intervento. Vi fu il nesso causale tra l’invocazione e la guarigione rapida, completa e duratura del religioso.
Il 25 novembre 2021, papa Francesco ha riconosciuto il miracolo avvenuto per sua intercessione, aprendo la strada alla sua canonizzazione, la quale è stata celebrata dallo stesso pontefice in piazza San Pietro il 15 maggio 2022.

## Opere
- Per vivere senza crudeltà sugli animali, Graphe.it edizioni, Perugia 2013. Nuova edizione con il titolo Amore per gli animali e amore per l'uomo, prefazione di Luigi Accattoli, Graphe.it edizioni, Perugia 2022 ISBN 9788893721615